# Sumerisk (sprog)
Sumerisk er et isoleret sprog, hvilket vil sige, at det er af ukendt slægtskab.
Det blev talt af sumererne i det sydlige Mesopotamien i Sumer, hvor det er bevidnet på kileskrifttavler fra det 3. årt. f.Kr. Det er dermed det ældst kendte sprog, som vi har skriftlige vidnesbyrd om.